# Monique Javer
Monique Alicia Javer (Burlingame, 22 luglio 1967) è un'ex tennista britannica.

## Biografia
Nata in California ma di madre britannica, avrebbe potuto rappresentare entrambe le nazioni; dopo aver rifiutato tre convocazioni dagli Stati Uniti è scesa in campo con la Gran Bretagna in Wightman Cup nel 1988.

## Carriera
Nel 1988 ha vinto il Singapore Open senza cedere set alle avversarie nei cinque incontri, sconfiggendo in finale la sovietica Leila Meskhi, è stata l'unica finale nel circuito principale raggiunta in carriera mentre si è presentata altre tre volte in semifinale: al Virginia Slims of Arizona 1990, al Malaysian Women's Open 1992 e Wellington Classic 1992.
Nei tornei del Grande Slam non ha mai superato il secondo turno, si è qualificata per le Olimpiadi di Barcellona 1992 venendo eliminata all'esordio da Barbara Paulus.
Ha fatto parte della squadra britannica di Fed Cup dal 1990 al 1993 vincendo sette incontri e perdendone tre.

## Statistiche

### Singolare

#### Vittorie (1)
| Numero | Data           | Torneo                    | Superficie | Avversaria in finale | Punteggio   |
| 1.     | 18 aprile 1988 | Singapore Open, Singapore | Cemento    | Leila Meskhi         | 7–6(3), 6–3 |